# Wegeleben
Wegeleben is een stad in de Duitse deelstaat Saksen-Anhalt, gelegen in de Landkreis Harz. De plaats telt 2.474 inwoners.

## Indeling gemeente
De gemeente bestaat uit de volgende Ortsteile:
- De stad Wegeleben
- Adersleben
- Deesdorf
- Rodersdorf

## Geboren
- Martin Bormann (1900-1945), oorlogsmisdadiger, hoofd van de partijkanselarij (Parteikanzlei) en privésecretaris van Adolf Hitler
- Jürgen Pommerenke (1953), Oost-Duits voetballer

Ballenstedt · 
Blankenburg (Harz) · 
Ditfurt · 
Falkenstein/Harz · 
Groß Quenstedt · 
Halberstadt · 
Harsleben · 
Harzgerode · 
Hedersleben · 
Huy · 
Ilsenburg (Harz) · 
Nordharz · 
Oberharz am Brocken · 
Osterwieck · 
Quedlinburg · 
Schwanebeck · 
Selke-Aue · 
Thale · 
Wegeleben · 
Wernigerode